# Siren (バンド)
Siren(サイレン)は、日本のロックバンド。2001年に当時のBMGファンハウスからデビューした。メンバーチェンジを経て2004年に「PARABOLA」と改称したが2006年にバンドとしての活動を休止した。元メンバーの宅見将典、大野一成は「オーノカズナリ」名義でそれぞれ音楽プロデューサー、サウンドクリエイターとして活動している。

## 来歴
- 大野一成(Vo.&Gt.)、宮脇哲(B)、宅見将典(Ds.)のスリーピースバンドとして1999年に結成[1]。
- 2000年にインディーズからミニアルバムを制作しタワーレコード限定発売としてリリース。
- 2001年にBMGファンハウスからデビューし、大野の透明感あるヴォーカルと宅見の空間を活かしたサウンドメイキングで話題となる。
- 2003年3月に宅見が脱退[2]。
- 同年8月に高島秀行(Ds.)と田口真光(G)が加入し、2004年1月にPARABOLAと改称。
- 2006年に活動を休止。

## ディスコグラフィ
Siren
- シングル
  - 「ambient lamp」 (2001年5月9日 BMG BVCS29046) : NTV系「ダウンタウンDX」ED曲。
  - 「原色の灯」 (2001年8月29日発売 BMG BVCS29051) : CX系テレビドラマ「ウソコイ」挿入歌。
  - 「short film」 (2002年2月6日発売 BMG BVCS-29056)
  - 「パール」 (2002年8月21日発売 BMG BVCS29059)
  - 「ここにいるから」 (2002年11月20日発売 BMG BVCS29606) : TBS系「ダウンタウン・セブン」ED曲。
- アルバム
  - 「sirencall」（ミニアルバム） (2000年12月1日発売 FREIHEIT FHSS-003)
  - 「ストリッパー」 (2002年12月18日発売 BMG BVCS25001)

PARABOLA
- boot-leg （ライブ会場などでのみ販売された自主制作シングル）
  - 「カゲボウシ」 (2004年1月1日発売)
  - 「千里の河」 (2004年3月24日発売)
- アルバム
  - 「PARABOLA」 (2005年5月25日発売 ヴァイブスディスク VYCR1001) : M1. 「テレコ」ytv「雨スポ」ED曲。